# OSEck
OSEck (förkortning av OSE Compact Kernel) är ett realtidsoperativsystem utvecklat av Enea. Systemet är en version av deras fullskaliga realtidsoperativsystem OSE men optimerat för signalprocessorer.

## Egenskaper
OSEck är framtaget för minnesbegränsade system där höga dataflöden och låg avbrottsadministration (interrupt overhead) har avgörande betydelse. OSEck har litet minnesbehov (operativsystemkärnan och användarapplikationerna får plats i processorns internminne), använder tidsdelad multikörning (multitasking) (den är fullständigt pre-emptive) och har inbyggd felhantering.
OSEck har designats för att användas i distribuerade system. Kärnan är helt händelsestyrd (event driven) och kommunikationen mellan processer som befinner sig på skilda mål-CPU:er sker genom att skicka signaler. OSEck använder ett BSP-koncept, sRIO, IP-stack, heap, timeout-server, och LINX, och är avsett att användas i både enprocessor- och flerprocessorsystem som till exempel telekom, datakom, bilbranschen, industristyrningssystem, samt medicinska och mil-areo-applikationer.
OSEck kan köras på  plattformar så som Texas Instruments C5000 och C6000, StarCore LLC SC1000, SC2000 och SC3000, Freescale MSC8100 och MPC5, TigerSHARC TS.